# 柴崎触媒

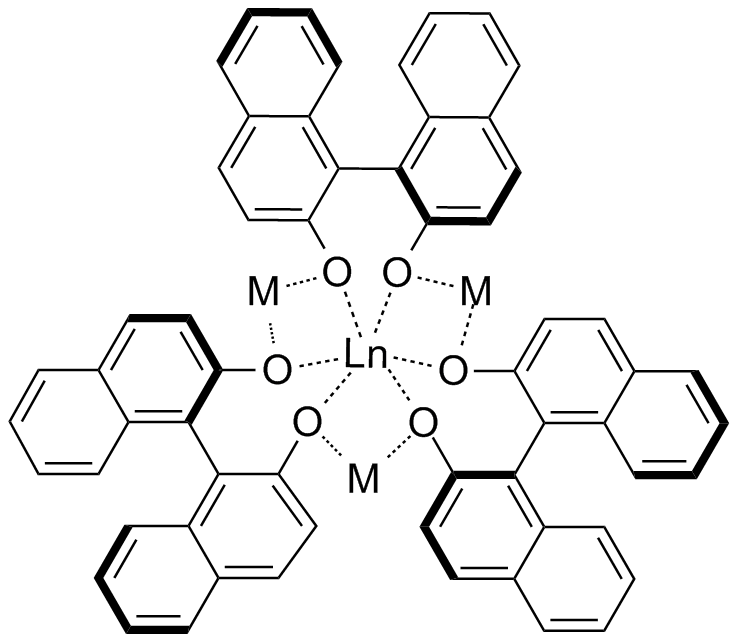
柴崎触媒の一般構造

柴崎触媒（しばさきしょくばい、Shibasaki catalyst）は、一般式 [Ln(binol)3(M)3] (M = アルカリ金属, Ln = ランタノイド) で表されるヘテロ - 二金属錯体である。この触媒を初めて開発した柴崎正勝の研究グループにちなんで名づけられ、不斉合成に使われている。

## 開発
柴崎の研究グループは1992年に初めてキラルなランタノイド - ビナフトレート錯体を合成し、ヘンリー反応の触媒に用いた。この錯体は特徴づけられていなかったが、エナンチオ選択的に行う最初の例であった。この成功によりさらに研究が進められ、[Ln(binol)3(M)3]の化学式を持つヘテロ金属錯体の開発に繋がり、その構造はX線結晶構造解析で解明された。

## 適用
柴崎触媒は、ヘンリー反応、マイケル付加、ディールス・アルダー反応、およびヒドロホスホニル化を含む幅広いエナンチオ選択的反応に有効である。この有効性は、金属アルコキシドによるブレンステッド塩基としての作用と、ランタノイドイオンによるルイス酸としての作用の両方から生じる。エナンチオ選択性は、Ln と M の両方に敏感であることが分かっており、ヘンリー反応では、Ln = Eu および M = Li  の組み合わせが最も効果的であるのに対し、マイケル付加ではLn = La および M = Na の組み合わせが必要となる。Ln と M の変更は、ビナフトール骨格のバイトアングルに予測できる変化を引き起こすことが観察された。